# Емил Чоран
Емил Чоран (на румънски: Emil Cioran; на френски: Émile Michel Cioran) е румънски философ и есеист.
Прекарва по-голямата част от живота си във Франция (от 1937 г.), живеейки в Латинския квартал на Париж.
Принадлежи към известните представители на румънската диаспора във Франция: Елиаде, Йонеско, Бранкузи, Енеску и Цара.

## Биография
Роден е в семейството на православния свещеник Емилиан Чоран и Емилия Чоран (по баща Каманичиу) в село Рашинари край град Сибиу, Трансилвания, Австро-Унгария. Майка му произхожда от дребен аристократичен род.
Емил учи в гимназия в Сибиу, а през 1928 г. заминава да следва философия в Букурещкия университет. Към началото на 30-те години се утвърждава като талант на румънската литература. През 1933 г. специализира в Берлинския университет. Пише първата си книга Pe culmile disperǎrii („По върховете на отчаянието“) в 1934 г. За кратко е гимназиален учител по философия в Брашов (1936 – 1937).
През 1937 г. получава стипендия, за да замине във Франция и да напише там своята докторска теза. Дисертацията остава ненаписана – вместо това Чоран пътува из страната и усъвършенства своя френски език. След Втората световна война решава да остане окончателно във Франция, вместо да се завърне в родината. Спечелва си неприязънта на комунистическата власт – творбите му биват забранени в Румъния и въобще в Източна Европа.
Издава първата си френска книга Précis de décomposition („Наръчник по разложение“) в издателство „Галимар“ през 1949 г. Поддържа силна връзка с другите известни представители на румънската диаспора в Париж – Йожен Йонеско и Мирча Елиаде. Дълго време не бива признат и остава в сянката на други фигури от френския интелектуален живот, като Жан-Пол Сартр и Албер Камю. Добива популярност едва към края на живота си и получава достойно признание като голяма фигури във френската и румънската култура на XX век.
Почива на 20 юни 1995 г. в парижка болница, след продължително заболяване от алцхаймер. В мазето на жилището, което е обитавал, са открити множество ръкописи, главно чернови, но те остават слабо проучени, тъй като са предмет на съдебен спор, приключил едва в 2011 г. В същата година, 100-годишен юбилей от неговото раждане, биват проведени няколко конференции посветени на неговото творчество, вкл. и в София.
За Чоран е характерен фрагментарният стил – неговите книги се състоят главно от кратки есеистични текстове и афоризми. Влияние върху нагласата му оказват философи като Фридрих Ницше и Лев Шестов, при все че в късните си текстове се отрича от философските дирения и проявява влечение към френските моралисти от 17 век.

## На български език
- Шемет на скептицизма, София, „Панорама“ и Университетско издателство „Св. Климент Охридски“, 1996 г. ISBN 954-07-0928-8
- История и утопия, София, 1997 г. ISBN 954-607-092-0
- Изкушението да съществуваш, София, ЛИК, 1999 г. ISBN 954-607-248-6
- Тетрадки 1957 – 1972, София, „Факел експрес“, 2004 г. ISBN 954-9772-28-4
- Сълзи и светци, София, „Захарий Стоянов“, 2005 г., Предговор, подбор и превод: Огнян Стамболиев. ISBN 954-739-529-7
- Наръчник по разложение. Признания и проклятия, София, „Факел експрес“, 2006 г. ISBN 954-9772-44-6
- Пропадане във времето. За неудобството да си роден, София, „Факел експрес“, 2012 г. ISBN 978-954-9772-79-1